# 約瑟夫·史密斯 (藝術收藏家)
約瑟夫·史密斯（Joseph Smith）通常被稱為史密斯領事，是1744年至1760年英國駐威尼斯領事。他是藝術家的贊助人，最著名的是卡納萊托，也是收藏家和鑑賞家，威尼斯英國社區的銀行家，也是英國壯遊的重要參與者。
他的畫作收藏被英國國王喬治三世購買，成為溫莎城堡印刷室皇家畫作收藏的核心。